# 布尤特城 (愛達荷州)
比尤特城（英語：Butte City）是一個位於美國愛達荷州布尤特縣的城市。

## 地理
比尤特城的座標為43°36′30″N 113°14′44″W / 43.60833°N 113.24556°W，而該地的平均海拔高度為1622米（即5322英尺）。

## 人口
根據2010年美國人口普查的數據，比尤特城的面積為0.44平方千米，當中陸地面積為0.44平方千米，而水域面積為0.00平方千米。當地共有人口74人，而人口密度為每平方千米168.18人。